# Нифонт (епископ Суздальский)
Епископ Нифонт — епископ Суздальский и Тарусский.

## Биография
С 1476 года — игумен Новгородского Кирилло-Белозерского монастыря.
С 1482 года — архимандрит Московского Симонова монастыря.
9 декабря 1484 года хиротонисан во епископа Суздальского и Тарусского. Был сподвижником и другом преподобного Иосифа Волоцкого, вместе с которым боролись против ереси жидовствующих, возникшей в России в XV веке.
В 1488 году участвовал на первом Соборе против жидовствующих, который проходил в Москве под председательством митрополита Московского и всея Руси Геронтия.
После смерти митрополита Геронтия в 1489 году епископ Нифонт участвовал в Соборе в Москве для избрания нового первосвятителя, которым стал архимандрит Московского Симонова монастыря Зосима. Зосима впоследствии был обвинён в том, что потворствовал жидовствующим или даже тайно придерживался ереси жидовствующих, им, а их смелых обличителей наказывал.
В 1490 году епископ Нифонт участвовал на втором Соборе против жидовствующих в Москве, под председательством митрополита Зосимы. Преподобный Иосиф Волоцкий, друг и сподвижник епископа Нифонта, не щадил отступников от христианства, и митрополита Зосиму, которого называл Иудою предателем, предтечею антихриста, первенцем сатаны, злодеем, какого не бывало даже между вероотступниками. Преподобный Иосиф написал пламенное послание к Суздальскому епископу Нифонту, на которого, по словам Иосифа, все православные смотрели тогда как на своего главу в борьбе с жидовствующими, и убеждал его, чтобы он постоял крепко против осквернившего святительский престол митрополита, научил православных не ходить к нему, не принимать от него благословения, не есть и не пить с ним, а сам не боялся ни его угроз, ни проклятий, так как проклятия еретика не имеют никакой силы и возвращаются на его же главу и сами еретики должны подлежать, по правилам, не только проклятию, но и гражданским казням. Епископ Нифонт, подвигнутый убеждениями преподобного Иосифа, действовал решительно, и 17 мая 1494 года Зосима оставил митрополию «не своею волею» за то, по объяснению одних летописей, что «непомерно держался пития и не радел о Церкви Божией», а по выражению других — «за некое преткновение».
В 1495 году епископ Нифонт принимал участие в хиротонии игумена Троице-Сергиева монастыря Симона в митрополита Московского и всея Руси.
Скончался епископ Нифонт 8 марта 1508 года. Погребён в Суздальском кафедральном соборе.